# Ідер (сомон)
Ідер (монг. Идэр) — сомон Завханського аймаку, Монголія. Територія 3,8 тис. км², населення 3,7 тис. Центр сомону — Зуунмод, розташований на відстані 960 км від Улан-Батора, 80 км від міста Уліастай.

## Рельєф
Хребти Хангаю (3200 м), долини Ідер, Тегш. Є холодні та гарячі джерела мінеральних вод.

## Клімат
Різкоконтинентальний клімат. Середня температура січня -32 градуси, липня +18 градусів. Щорічна норма опадів у горах 400-450 мм, на решті території 250-300 мм.

## Економіка
Поклади залізної, дорогоцінного каміння, будівельної сировини

## Тваринний світ
Водяться гірські барани, вовки, лисиці, козулі, кішки-манули, корсаки.

## Соціальна сфера
Є школа, лікарня, торговельно-культурні центри.